# Мухи (оповідання)
«Мухи» (англ. Flies) — науково-фантастичне оповідання американського письменника Айзека Азімова, вперше опубліковане у червні 1953 року в журналі Magazine of Fantasy and Science Fiction. Вийшло друком у збірці «Прихід ночі та інші історії» (1969).

## Сюжет
Група колишніх студентів зустрічається через двадцять років після закінчення школи і обговорює свої досягнення. Один з колишніх студентів став біхевіористом, він вивчає поведінку тварин, йому неприємно читати думки своїх колишніх друзів через їхні жести.
Він розповідає про своє життя і наукову роботу, а також біль, яку вона йому завдає, в той час як один з його друзів, хімік і дослідник інсектицидів, бореться з мухами, які постійно товпляться навколо нього. Поведінка мух є незрозумілою для всіх окрім біхевіориста. Він помічає, що мухи вважають його друга-хіміка божеством, чимось на зразок Вельзевула.